# Jean Cornelis
Jean Cornelis (* 2. August 1941 in Lot; † 21. März 2016) war ein belgischer Fußballspieler.

## Karriere

### Vereine
Cornelis, in Lot, einem Gemeindeteil von Beersel zur Welt gekommen, begann beim dort ansässigen VC Lot Sport mit dem Fußballspielen, bevor er in die Jugendmannschaft des RSC Anderlecht gelangte. Bereits im Alter von 17 Jahren gehörte er der Ersten Mannschaft des RSC Anderlecht an und blieb dem Verein bis zum Alter von 30 Jahren treu. Während seiner Vereinszugehörigkeit gewann er siebenmal die Meisterschaft und einmal den nationalen Vereinspokal. International wurde er in 24 Spielen im Wettbewerb um den Europapokal der Landesmeister und siebenmal in zwei aufeinander folgenden Jahren im Wettbewerb um den Messestädte-Pokal eingesetzt. Im Letzterem stieß er mit seiner Mannschaft gar bis ins Finale vor. Hatte er mit seiner Mannschaft am 22. April 1970 in Brüssel den FC Arsenal noch mit 3:1 bezwungen, verlor sie am 28. April 1970 in London mit 0:3 und damit auch den ersten internationalen Pokal. Danach spielte er jeweils eine Saison lang für den KSK Beveren und den RCC Schaerbeek.

### Nationalmannschaft
Cornelis debütierte als Nationalspieler in der U19-Nationalmannschaft, für die er am 1. März 1959 sein einziges Länderspiel in dieser Altersklasse bestritt; am 13. Mai 1961 bestritt er sein erstes von zwei Länderspielen für die U21-Nationalmannschaft.
Für die  A-Nationalmannschaft bestritt er 19 Länderspiele, davon 15 in Freundschaft, ein WM- und zwei EM-Qualifikationsspiele. Sein Debüt als A-Nationalspieler gab er am 2. Dezember 1962 in Brüssel beim 1:1-Unentschieden gegen die Nationalmannschaft Spaniens. Sein einziges Länderspieltor erzielte er am 21. Oktober 1964 in London beim 2:2-Unentschieden gegen die Nationalmannschaft Englands mit dem Treffer zur 2:1-Führung in der 42. Minute. Sein letztes Länderspiel bestritt er am 6. März 1968 in Brüssel bei der 1:3-Niederlage gegen die Nationalmannschaft Deutschlands.

## Erfolge
- Finalist Messestädte-Pokal 1970
- Belgischer Meister 1959, 1962, 1964, 1965, 1966, 1967, 1968
- Belgischer Pokal-Sieger 1965